# Pirmin Werner
Pirmin Werner (10 januari 2000) is een Zwitserse freestyleskiër.

## Carrière
Bij zijn wereldbekerdebuut, in januari 2019 in Lake Placid, eindigde Werner op de zesde plaats. Op de wereldkampioenschappen freestyleskiën 2019 in Park City eindigde hij als negende op het onderdeel aerials. In februari 2020 stond hij in Almaty voor de eerste maal in zijn carrière op het podium van een wereldbekerwedstrijd.

## Resultaten

### Wereldkampioenschappen
| Jaar | Plaats    | Resultaten |
| ---- | --------- | ---------- |
| 2019 | Park City | 9e Aerials |

### Wereldbeker
Eindklasseringen
| Seizoen   | Algm | AE  |
| --------- | ---- | --- |
| 2018/2019 | 134e | 24e |
| 2019/2020 | 17e  | 4e  |